# Coelites vicinus
Coelites vicinus är en fjärilsart som beskrevs av Felder 1867. Coelites vicinus ingår i släktet Coelites och familjen praktfjärilar. Inga underarter finns listade i Catalogue of Life.